# Make It or Break It
Make It or Break It eller "MIOBI" är en amerikansk tv-serie skapad av ABC Family från 2009-2012.  Det är en serie riktad för tonåringar och en drama-komedi. Serien handlar om fyra tonårstjejer som tränar gymnastik på elitnivå, vars mål är att vinna OS-guld i gymnastik, men samtidigt måste hantera vanliga problem som till exempel relationer, kompisbråk och avundsjuka. Det finns till och med personer som försöker psyka dem. Serien är inspirerad av Touchstone's dramafilm "Stick It" från 2006. Make It or Break It hade premiär på ABC Family 22 juni 2009 med 2.5 miljoner tittare. Serien fortsatte och 10 avsnitt lades till, som bidrog till säsong 1's numera 20 avsnitt. I januari 2010 förnyades serien med en andra säsong, som hade premiär den 28 juni 2010. Den 26 april 2012 gick de ut med att den tredje säsongen skulle vara den sista och finalavsnittet visades 14 maj 2012. Internationellt sändes MIOBI på E4 i Storbritannien, Zee Café i Indien, Fox8 i Australien, ABC Spark i Kanada, RTM2 i Malaysia och TV2 i Nya Zeeland.  Huvudrollerna består av Emily Kmetko som spelas av Chelsea Hobbs, Payson Keeler som spelas av Ayla Kell, Kaylie Cruz (Josie Loren) och Lauren Tanner (Cassie Scerbo). Chelsea var med tills i mitten av den  tredje säsongen då hon blev gravid och därmed valde att avbryta inspelningen. Det finns som sagt tre säsonger av Make It or Break It, den fjärde planerade säsongen avbröts eftersom de inte kunde finansiera tillräckligt. Make It or Break It has åldersgränsen TV-14 och skapades av Holly Sorensen tillsammans med Paul Stupin och John Ziffren som exekutiva producenter. Stuntmän användes till de avancerade gymnastikmomenten, dessa var antingen gamla elitgymnaster eller NCAA mästare. och sändes på ABC Familys kanal (numera Freeform).